# Каплан, Анна Иосифовна
А́нна Ио́сифовна Капла́н (30 января 1922 — 22 февраля 1983) — советский офтальмолог и психолог.

## Биография
Закончила лечебный факультет Московского медицинского института МЗ РСФСР по специальности врач-офтальмолог (1945) и ординатуру института (1945—1948). С 1945 г. работала на кафедре глазных болезней Московского медицинского института. В 1951 г. защитила диссертацию на соискание учёной степени кандидата медицинских наук. Работала во врачебно-физкультурном диспансере. С 1961 г. стала научным сотрудником Научно-исследовательского института дефектологии. В 1975 г. защитила диссертацию на соискание учёной степени доктора психологических наук по теме «Особенности цветового зрения при основных клинических формах детской слепоты».

## Вклад в развитие офтальмологии итифлопсихологии
Исследования А. И. Каплан проводились в трёх направлениях — установление основных клинических форм детской слепоты; изучение свойств остаточного зрения с целью установления возможностей его использования и развития в условиях школ слепы; создание системы коррекционной работы, направленной на формирование и развитие зрительного восприятия при остаточном зрении
Характеризуя остаточное зрение слепых, А. И. Каплан выделила три особенности клинических форм детской слепоты. Первая связывается ею с вовлечением в патологический процесс не только тканей глаза, но и многих других структур зрительной системы. Вторая особенность связана с сочетанием нарушений зрительной системы с появлением форменного зрения, когда зрительные раздражения становятся способными выполнять сигнальную функцию. Третья особенность касается функционального состояния зрительной системы, а именно сохранившегося форменного зрения. А. И. Каплан отмечала, что форменное зрение детей чрезвычайно неустойчиво и подвержено в период до 13—15 лет изменениям как в сторону улучшения, так и ухудшения. Ею выделены изменения, связанные с лечением или обострением патологических процессов и более стойкие, влияющие на позицию ребёнка в отношении типа его реабилитации и адаптации в окружающем.
Наличие многообразных изменений ахроматического центрального и периферического зрения в сочетании с разными формами цветового зрения позволило А. И. Каплан утверждать, что остаточное зрение нельзя рассматривать, как крайнюю степень ослабления нормального зрения; она утверждала, что «это совершенно иное зрение, с другими характеристиками, варьирующимися при различных клинических формах детской слепоты». Особенностью остаточного зрения является неравнозначность нарушения различных зрительных функций, лабильность, неустойчивость, наступление быстрого утомления. Выделенные А. И. Каплан формы функционирования остаточного зрения позволяют говорить о том, что у детей снижаются количественные возможности восприятия объектов и их признаков при снижении остроты зрения, об изменении самого процесса восприятия, особенно ещё и при сужении поля зрения, об отсутствии возможности восприятия цветовых качеств объектов. Охрану остаточного зрения А. И. Каплан видела в качестве комплекса лечебно-профилактических, гигиенических и педагогических мероприятий, облегчающих работу глубоко повреждённой зрительной системы и создающих условий для развития остаточных зрительных функций у учащихся.
Значимым является исследование А. И. Каплан состояния цветового зрения у детей с глубокими поражениями зрительной системы. На основе значительного экспериментального материала ей предложены критериальные коэффициенты состояния цветового зрения — коэффициент спектральной чувствительности, коэффициент чувствительности по яркости, а также коэффициент устойчивости цветоразличения. С учётом величин этих коэффициентов введена классификация, предусматривающая три формы остаточного цветового зрения. Каплан разработала экспериментальные таблицы, позволяющие исследовать цветоощущение при низком форменном зрении.

## Труды
- Каплан А. И. Охрана остаточного зрения в школе для слепых детей. — М.: Просвещение, 1965. — 128 с.
- Каплан А. И. Если ребёнок плохо видит /А. И. Каплан, Н. Г. Морозова. — М.: Педагогика, 1969. — 77 с.
- Каплан А. И. Детская слепота. Цветовое остаточное зрение. — М.: Педагогика, 1979. — 200 с.
- Каплан А. И. Генетические факторы как причины детской слепоты // Проблема слабовидения: ученые записки. Вып. 14. — М.: НИИ глазных болезней им. Г. Гельмгольца, 1968. — С. 19—24.
- Каплан А. И. Офтальмологический аспект проблемы дифференцированного подхода к обучению детей с нарушениями зрения // Дефектология. — 1973. — № 4. — С. 8.
- Каплан А. И. Взаимодействие форменного и цветового зрения при опознании знаков полихроматических таблиц // Дефектология. — 1974. — № 5. — С. 3.
- Каплан А. И. Развития зрительного восприятия и зрительная эффективность при остаточном зрении // Дефектология. — 1980. — № 5. — С. 31.
- Каплан А. И. Задачи и методы повышения зрительной эффективности и развития восприятия у детей с остаточным зрением // Дефектология. — 1981. — № 4. — С. 68—77.
- Каплан А. И. Изучение динамики изменений остаточного зрения у учащихся школы—интерната для слепых детей // Тезисы докладов четвёртой научной сессии по вопросам дефектологии (26—29 марта 1962 года). — М.: АПН РСФСР, 1962. — С. 103—104.
- Каплан А. И. Клинико-физиологическая характеристика детей с глубоким поражением зрения // Специальная школа. — 1968. — № 5(131).
- Каплан А. И. Методы исследования устойчивости и изменения формального зрения у учащихся школ слепых // Тезисы докладов 2-й республиканской научно-практической конференции по вопросам врачебно—трудовой экспертизы при заболеваниях органа зрения. — Л., 1963.
- Каплан А. И. Методы оценки и основные характеристики цветоразличения при глубоких поражениях зрительной системы // Дефектология. — 1971. — № 5. — С. 15—24.
- Каплан А. И. Наследственные формы детской слепоты // Генетика. — 1968. — № 2.
- Каплан А. И. Новые задачи в области офтальмологического наблюдения над учащимися школы для слепых детей // Специальная школа. — 1963. — № 4.
- Каплан А. И., Ермаков В. П. О значении и методах исследования форменного зрения учащихся школ слепых // Специальная школа. — 1965. — № 1. — С. 72—79.
- Каплан А. И. Основные вопросы офтальмологической характеристики детей с глубоким нарушением зрения: симпозиум по вопросам изучения детей с нарушением зрения (Москва, март 1966 г.) // Специальная школа. — 1968. — № 5.
- Каплан А. И. Основные клинические формы детской слепоты: этиология, особенности, течение в период школьного обучения // Дети с глубокими нарушениями зрения. Под ред. М. И. Земцовой, А. И. Каплан, М. С. Певзнер. — М.: Просвещение, 1967. — С. 36—105.
- Каплан А. И. Основные направления офтальмологических исследований в области детской слепоты /А. И. Каплан // Пятая научная сессия по дефектологии (27—30 марта 1967 г.): тезисы докладов. — М.: Просвещение, 1967. — С. 159—161.
- Каплан А. И. Офтальмологический аспект проблемы дифференцированного подхода к обучению детей с нарушениями зрения // Дефектология. — 1973. — № 4. — С. 8—16.
- Каплан А. И. Развитие зрительного восприятия и зрительная эффективность при остаточном зрении // Дефектология. — 1980. — № 5. — С. 31—40.
- Каплан А. И. Развитие зрительного восприятия при остаточном зрении — теоретические основания и практические методы // Тезисы докладов VIII научной сессии по дефектологии и Пятых Всесоюзных педагогических чтений: Т. 1. Воспитание учащихся специальных школ в процессе овладения основами наук. — М., 1979.
- Каплан А. И. Развитие зрительного восприятия у детей с остаточным зрением // Материалы Всесоюзного симпозиума по дошкольному воспитанию детей с нарушениями зрения. — М.: ВОС, 1980. — С. 29—34.
- Каплан А. И. Развитие остаточных зрительных функций при глубоком поражении зрительного анализатора // Развитие психики в условиях сенсорных дефектов: XVIII международный психологический конгресс: симпозиум 33. — М., 1966. — С. 256—261.
- Каплан А. И. Различение цвета по параметру яркости при остаточном и нормальном зрении // Вопросы психологии. — 1972. — № 2. — С. 86—93.
- Каплан А. И., Лобайчук Г. Ф., Данилова В. В. Результаты систематического обучения детей пользованию остаточным зрением и анализ занятий по развитию зрительного восприятия // Материалы Всесоюзного симпозиума по дошкольному воспитанию детей с нарушениями зрения. — М.: ВОС, 1980. — С. 35—39.
- Каплан А. И. Цветоразличительная способность у слепых детей с остаточным зрением // Проблемы психического развития аномального ребёнка: мат. XVIII Международ. психологического конгресса. — М.: Просвещение, 1966.
- Гнеушева А. Н., Каплан А. И. Дефекты зрения у детей и их этиология // Причины возникновения и пути профилактики аномалий развития у детей. — М., 1985. — С. 58—66.
- Каплан А. И., Егорова О. И., Молоток Н. А., Солнцева О. Г. Предварительные итоги занятий по развитию зрительного восприятия детей с остаточным зрением // Дефектология. — 1982. — № 3. — С. 41—48.